# Autoroute de la chaleur

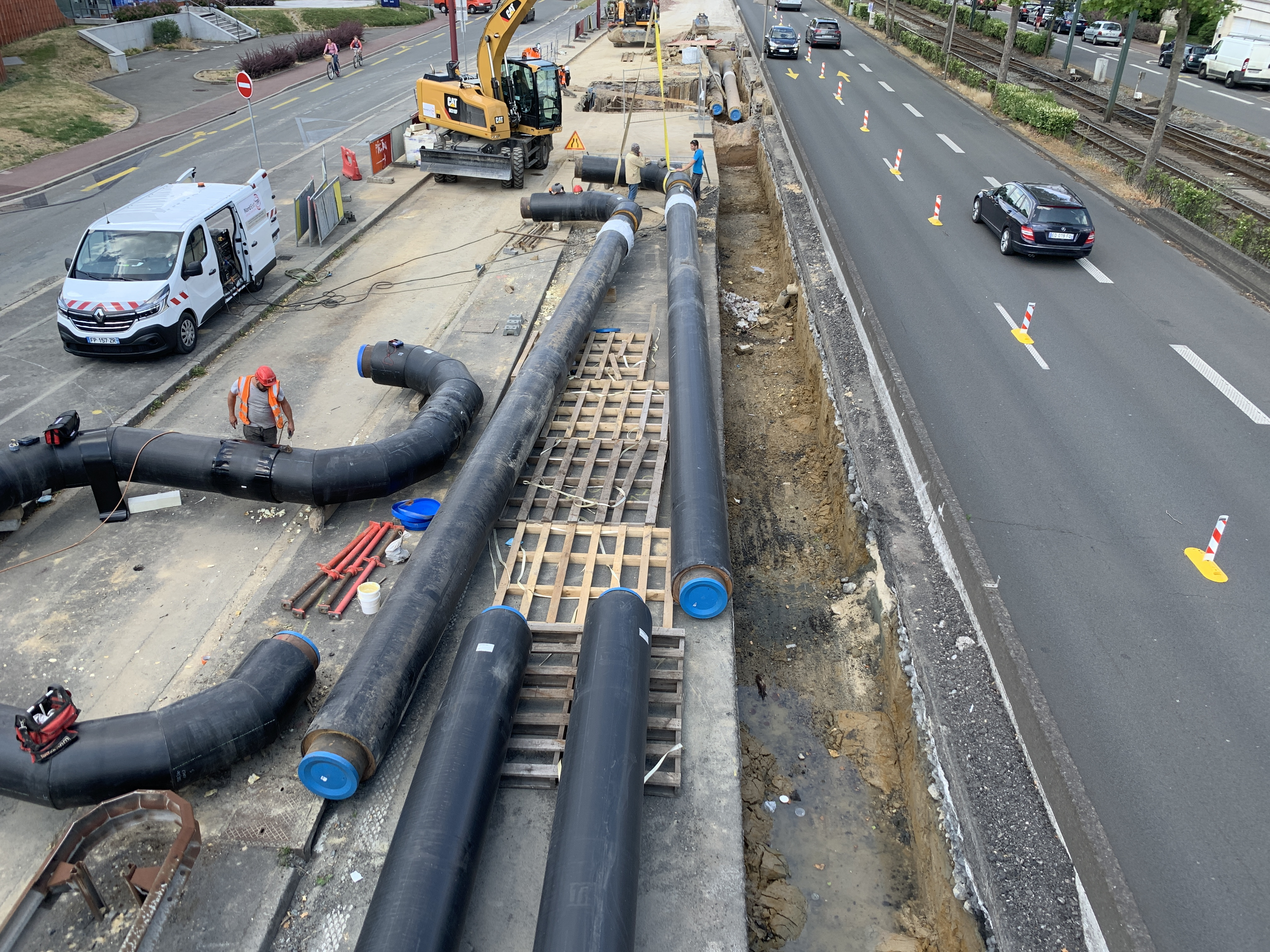
Chantier de l'autoroute de la chaleur à Marcq-en-Barœul en juin 2020.

L'autoroute de la chaleur est un réseau de chaleur situé dans la Métropole Européenne de Lille, dans le département du Nord en France. Destiné à chauffer des équipements publics et des logements sociaux, il concerne dix communes de l'agglomération lilloise. Long de 20 kilomètres, ses canalisations contiennent une eau surchauffée à 120° par la combustion des déchets ménagers métropolitains au centre de valorisation énergétique (CVE) d'Halluin. 
Ce projet permettra de couvrir plus de 60 % des besoins actuels en chauffage des 60 000 équivalent-logements actuellement chauffés par un réseau de chaleur par une production énergétique renouvelable. Un investissement sur 12 ans comprenant la réalisation de l’autoroute de l’énergie et la modernisation des réseaux de chauffage urbain. Un projet entièrement financé par les délégations de services publics du CVE et des RCU et soutenu par l’ADEME.

## Durée et coût du projet
En mai 2019, 7 km (sur les 20 km finaux) sont réalisés. La date de livraison est l'automne 2020. La mise en production du réseau devrait mettre fin à l'exploitation en 2021 de la centrale à charbon du Mont de Terre.
Le coût total du projet est de 75 millions d'euros.

## Communes du réseau
Les communes desservies par le réseau sont les suivantes :
- Halluin ;
- Roncq ;
- Neuville-en-Ferrain ;
- Mouvaux ;
- Wasquehal ;
- Roubaix ;
- Tourcoing ;
- Marcq-en-Barœul ;
- La Madeleine (Nord) ;
- Lille.

## Réserves exprimées
En 2019, quelques élus, dont le maire de Mouvaux Éric Durand, se montrent sceptiques quant au coût jugé conséquent du projet,.